# Lower Boddington
Lower Boddington – wieś w Anglii, w hrabstwie Northamptonshire, w dystrykcie (unitary authority) West Northamptonshire. Leży 29 km na zachód od miasta Northampton i 109 km na północny zachód od Londynu.